# Kusma Sergejewitsch Petrow-Wodkin

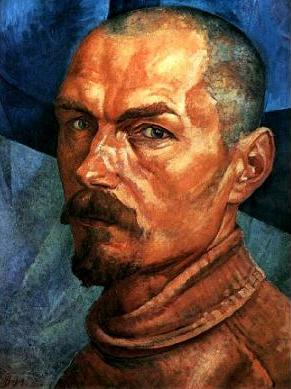
Selbstporträt von Petrow-Wodkin

Kusma Sergejewitsch Petrow-Wodkin (russisch Кузьма Сергеевич Петров-Водкин, wiss. Transliteration Kuz'ma Sergeevič Petrov-Vodkin; * 24. Oktoberjul. / 5. November 1878greg. in Chwalynsk; † 15. Februar 1939 in Leningrad) war ein russischer Maler, Grafiker, Kunsttheoretiker, Schriftsteller und Pädagoge.

## Biografie
Petrow-Wodkin wurde 1878 in der Stadt Chwalynsk (heute Oblast Saratow) in der Familie eines Schuhmachers geboren. Ende der 1890er Jahre studierte er in Samara Malerei und Zeichnen sowie in Sankt Petersburg an der Zentralen Schule für Technisches Zeichnen. 1901 setzte er sein Studium in München bei Anton Ažbe fort. Später zog er nach Moskau, wo er bei Walentin Serow an der Moskauer Schule für Malerei, Bildhauerei und Architektur studierte. 1905 beendete er sein Studium in Moskau und ging nach Paris, um dort an privaten Schulen weiter zu lernen. Er besuchte auch Italien und Nordafrika. 1911 wurde er Mitglied der Vereinigung Welt der Kunst (Мир искусства) und 1924 der Gruppe Vier Künste (Четыре искусства). In der Zeit der Sowjetunion arbeitete Petrow-Wodkin viel als Grafiker und Dramatiker. Er verfasste Erzählungen und Stücke sowie theoretische Aufsätze. Von 1918 bis 1933 unterrichtete er in den Freien Staatlichen Kunstpädagogischen Ateliers (Государственные свободные художественные учебные мастерские) in Leningrad. Einer seiner Schüler war Sergej Michailowitsch Kolesnikoff. 1932 bis 1937 war er der erste Präsident der Sankt Petersburger Künstlervereinigung.

## Seine Bilder

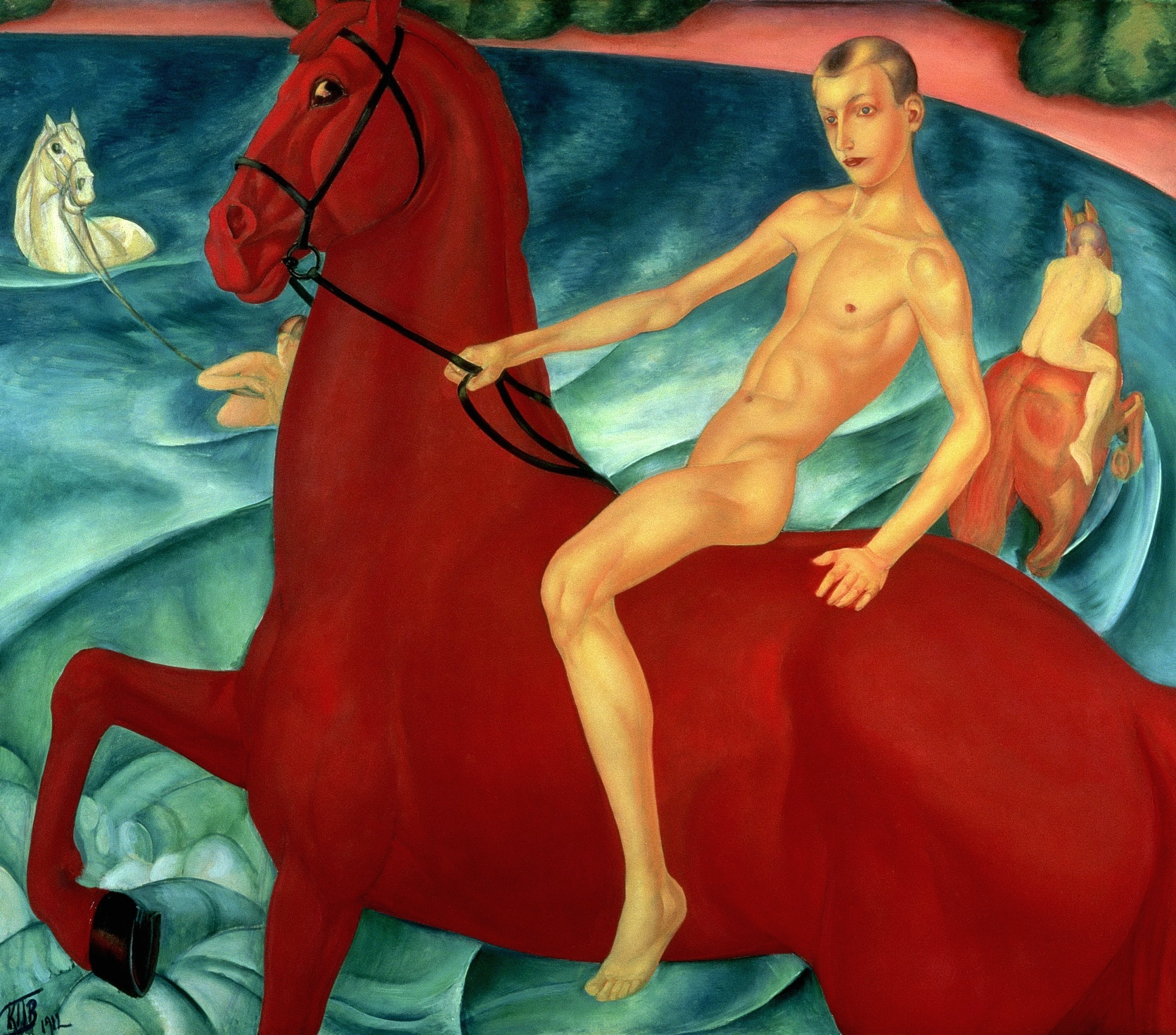
Das rote Pferd badend, 1912
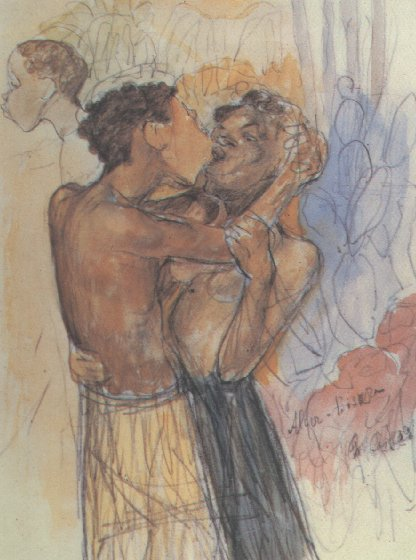
Kuss, 1913
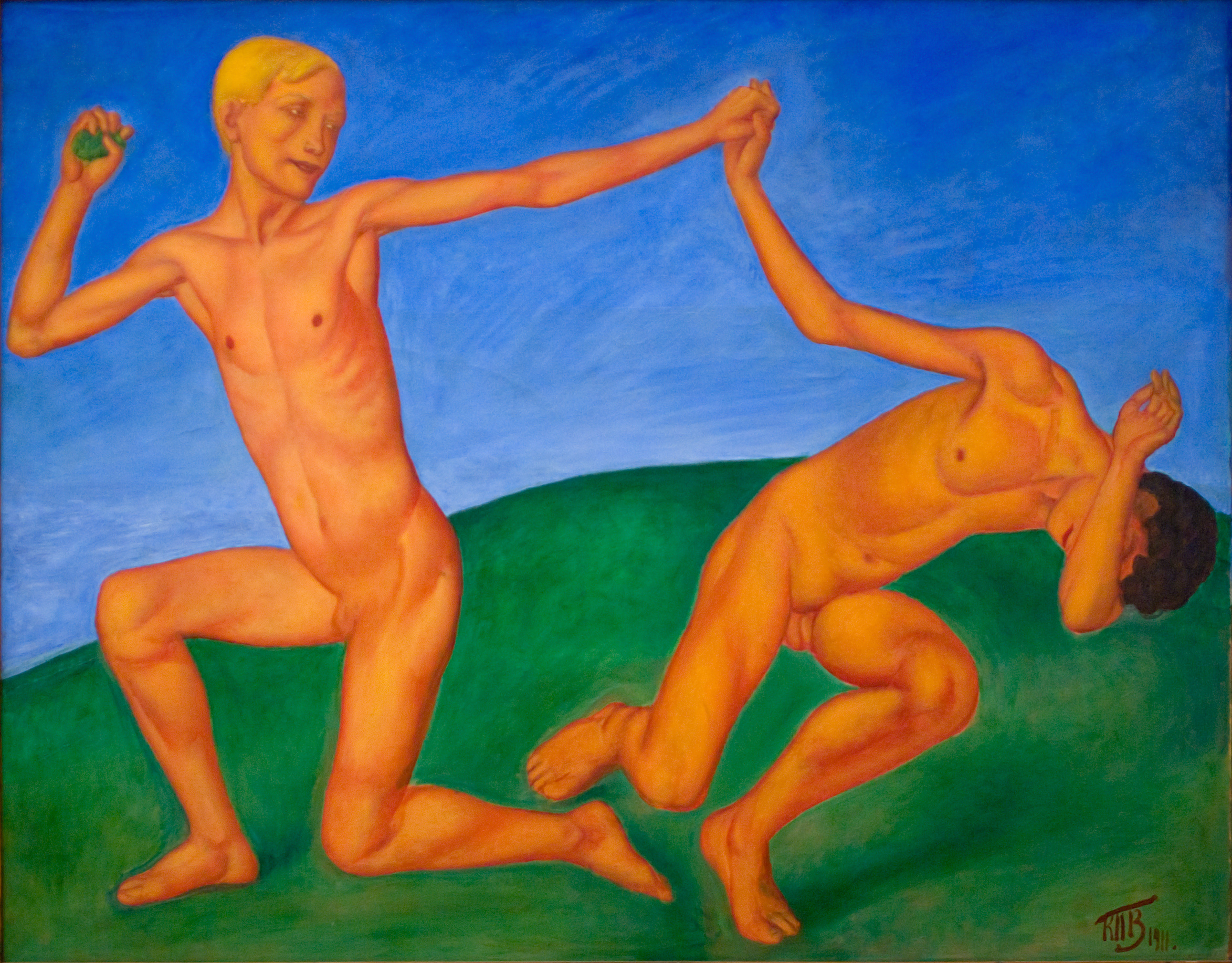
Die Jungen, 1911